# Пойнт-Бейкер (Флорида)
Пойнт-Бейкер (англ. Point Baker) — переписна місцевість (CDP) в США, в окрузі Санта-Роза штату Флорида. Населення — 3443 особи (2020).

## Географія
Пойнт-Бейкер розташований за координатами 30°40′33″ пн. ш. 87°2′24″ зх. д. / 30.67583° пн. ш. 87.04000° зх. д. (30.675817, -87.039962).  За даними Бюро перепису населення США в 2010 році переписна місцевість мала площу 16,69 км², з яких 16,62 км² — суходіл та 0,06 км² — водойми.

## Демографія
Згідно з переписом 2010 року, у переписній місцевості мешкала 2991 особа в 1169 домогосподарствах у складі 811 родини. Густота населення становила 179 осіб/км².  Було 1306 помешкань (78/км²).
Расовий склад населення:
| - 85,4 % — білих - 7,9 % — чорних або афроамериканців - 1,6 % — азіатів - 1,2 % — корінних американців - 0,2 % — вихідців з тихоокеанських островів |

До двох чи більше рас належало 3,1 %. Частка іспаномовних становила 3,9 % від усіх жителів.
За віковим діапазоном населення розподілялося таким чином: 25,0 % — особи молодші 18 років, 63,5 % — особи у віці 18—64 років, 11,5 % — особи у віці 65 років та старші. Медіана віку мешканця становила 34,2 року. На 100 осіб жіночої статі у переписній місцевості припадало 101,8 чоловіків;  на 100 жінок у віці від 18 років та старших — 97,5 чоловіків також старших 18 років.
Середній дохід на одне домашнє господарство  становив 61 925 доларів США (медіана — 56 250), а середній дохід на одну сім'ю — 68 307 доларів (медіана — 55 964). За межею бідності перебувало 18,3 % осіб, у тому числі 23,5 % дітей у віці до 18 років та 6,2 % осіб у віці 65 років та старших.
Цивільне працевлаштоване населення становило 1330 осіб. Основні галузі зайнятості: освіта, охорона здоров'я та соціальна допомога — 15,3 %, роздрібна торгівля — 14,4 %, публічна адміністрація — 13,0 %, транспорт — 12,1 %.